# Ділан О'Браєн
Ділан Роудс О'Браєн (англ. Dylan Rhodes O'Brien; нар. 26 серпня 1991) — американський актор і музикант, найбільш відомий як виконавець ролей Стайлза Стілінскі у молодіжному містично-драматичному телесеріалі «Вовченя» та Томаса у серії фільмів «Той, що біжить лабіринтом».

## Біографія
Ділан О'Браєн народився 26 серпня 1991 року в Нью-Йорку, США. Ріс у Спрінгфілді, штат Нью-Джерсі, а у віці 12 років разом з сім'єю переїхав у Хермоса-Біч, Каліфорнія. Ділан наполовину ірландець, на чверть італієць, на 1/8 англієць та на 1/8 іспанець. Його батько Патрік  — відео-оператор, а мати Ліза  — колишня акторка. Має старшу сестру Джулію. В 2009 році закінчив вищу школу Mira Costa High School. В 2006 році він став популярним, завдяки своїм комедійним відео на YouTube, які він знімав та редагував самостійно.
Він планував закінчити коледж та кіношколу одночасно, але в той момент його обрали на роль в серіалі «Вовченя» у 2011 році після чотирьох прослуховувань, О'Браєна затвердили на головну роль Скотта МакКола у серіалі «Вовченя». Проте після прочитання сценарію Ділан зрозумів, що роль Стайлза, найкращого друга Скотта йому ближча за характером. Тож він продовжив прослуховування доти, поки не отримав схвалення від виробника Джефа Девіса та директора Расела Малкаї. Також він знявся у фільмі режисера Метта Уолша «High Road» і зіграв головну роль в романтичній комедії «Перший Раз» разом з Брітт Робертсон та Вікторією Джастіс.
У 2013 році Ділана утвердили на головну роль в фільмі «Той, що біжить лабіринтом». Окрім акторської діяльності також грає на ударних в групі під назвою «Slow Kids At Play».

## Особисте життя
Перебував у стосунках з актрисою Брітт Робертсон, з якою познайомився під час зйомок фільму «Перший раз» 2012 року. У грудні 2017 року вони розійшлися.
У 2018 році мережею ширилися чутки про роман актора із Хлоєю Моріц.
У 2023 році Ділан був помічений із моделю Рейчел Ландж, потім стосунки підтвердилися коли пара відвідала модний показ у Парижі тримаючись за руки.

## Фільмографія

### Фільми
| Рік  |    | Українська назва                               | Оригінальна назва                  | Роль            |
| ---- | -- | ---------------------------------------------- | ---------------------------------- | --------------- |
| 2011 | кф |                                                | Charlie Brown: Blockhead's Revenge | Чарлі Браун     |
| 2011 | ф  | Шосе                                           | High Road                          | Джиммі          |
| 2012 | ф  | Перший раз                                     | The First Time                     | Дейв Ходгмен    |
| 2013 | ф  | Стажери                                        | The Internship                     | Стюарт          |
| 2014 | ф  | Той, що біжить лабіринтом                      | The Maze Runner                    | Томас           |
| 2015 | ф  | Той, що біжить лабіринтом: Випробування вогнем | The Maze Runner: Scorch Trials     | Томас           |
| 2017 | ф  | Американський вбивця                           | American Assassin                  | Мітч Репп       |
| 2018 | ф  | Той, що біжить лабіринтом: Ліки від смерті     | The Maze Runner                    | Томас           |
| 2020 | ф  | Флешбек                                        | The Education of Fredrick Fitzell  | Фредрік Фітцелл |
| 2020 | ф  | Любов і монстри                                | Love and Monsters                  | Джоел Доусон    |
| 2021 | ф  | Нескінченність                                 | Infinite                           | Генріх Тредвей  |
| 2022 | ф  | Костюм                                         | The Outfit                         | Річі Бойл       |
| 2022 | ф  | Не в порядку                                   | Not Okay                           | Колін           |
| 2024 | ф  | Суботній вечір                                 | Saturday Night                     | Ден Екройд      |
| 2024 | ф  | Озеро Каддо                                    | Caddo Lake                         | Періс           |
| 2025 | ф  |                                                | Twinless                           | Роман / Роккі   |
| 2026 | ф  | Надішліть допомогу                             | Send Help                          |                 |

### Телебачення
| Рік       |   | Українська назва  | Оригінальна назва    | Роль                                                           |
| --------- | - | ----------------- | -------------------- | -------------------------------------------------------------- |
| 2011—2017 | с | Вовченя           | Teen Wolf            | Стайлз Стілінскі (92 серії)                                    |
| 2013      | с | Новенька          | New Girl             | колишній хлопець (Епізод: "Virgins")                           |
| 2019      | с |                   | Weird City           | Стю Макссом (Епізод: "The One")                                |
| 2020      | с | Дивовижні історії | Amazing Stories      | Сем Тейлор (Епізод: "The Cellar")                              |
| 2021      | с | Угамуй свій запал | Curb Your Enthusiasm | у ролі самого себе (Епізод: "Angel Muffin")                    |
| 2023      | с |                   | The Other Two        | у ролі самого себе (Епізод: "Cary Becomes Somewhat of a Name") |
| 2024      | с |                   | Fantasmas            | Дастін (Епізод: "The Little Ones")                             |